# A Song for You
A Song for You este un album din 1975 al trupei The Temptations. Pe album se regăsesc două hituri R&B ce au atins primul loc în clasamente: "Happy People" și "Shakey Ground" - unul din ultimele cântece de mare succes ale formației. 

## Tracklist
1. "Happy People" (3:37)
2. "Glasshouse" (3:54)
3. "Shakey Ground" (4:02)
4. "The Prophet" (4:27)
5. "Happy People (Instrumental)" (2:55)
6. "A Song for You" (4:36)
7. "Memories" (5:57)
8. "I'm A Bachelor" (4:18)
9. "Firefly" (3:58)

## Single-uri
- "Happy People" (1974)
- "Shakey Ground" (1975)

## Componență
- Dennis Edwards, Damon Harris, Richard Street, Melvin Franklin, Otis Williams - voci
- Donald Charles Baldwin - pian, clavinet, moog și solo de saxofon soprano pe "Shakey Ground"
- Eddie Hazel - chitară
- Melvin "Wah-Wah" Ragin - chitară
- Ollie Brown, James Gadsen și Zachary Frazier - tobe
- William "Billy Bass" Nelson - bas